# Barbara Flaminia
Barbara Flaminia, död 1586, var en italiensk skådespelare. 
Hon är vid sidan av Vincenza Armani den första yrkesskådespelerskan i Europa efter antiken om vilken det finns någon mer detaljerad information. Hon uppges ha kommit från Rom och nämns första gången vid ett uppträdande i Mantua 1562. Hon var verksam inom teatersällskapen Comedia dell'arte Hortensia, Desiosi och Compagnia del Ganassi, och hon framträdde vid hoven hos Alfonso Gonzaga och kejsar Maximilian II. Hon uppträdde i Prag 1570 och blev då den första skådespelerska som uppträtt där, och hon var förmodligen den första skådespelerska som uppträtt utanför Italien, eller i varje fall den första man har information om. Hon var verksam i Paris 1570-1574 och Spanien 1574-1584.